# Classe Swiftsure (vaisseau de ligne)
Pour les autres classes de navires du même nom, voir Classe Swiftsure.
La classe Swiftsure est une classe de vaisseau de ligne de 3e rang armé de 74 canons en service dans la Royal Navy pendant le XIXe siècle. Elle est conçue par John Henslow.

## Navires de la classe
| classe Nelson       | classe Nelson          | classe Nelson    | classe Nelson   | classe Nelson | classe Nelson |
| Nom                 | chantier naval         | commande         | Lancement       | fin           | Image         |
| ------------------- | ---------------------- | ---------------- | --------------- | ------------- | ------------- |
| HMS Swiftsure       | Adams, à Bucklers Hard | 1800             | 23 juillet 1804 | vendu en 1845 |               |
| HMS Victorious (en) | Admas à Buckler Hard   | 21 décembre 1803 | 20 octobre 1808 | vendu en 1862 |               |